# Loligo vulgaris
A Lula-comum (Loligo vulgaris) é uma espécie de lula que vive nas águas do Mediterrâneo e do Atlântico.